# Arabis pycnocarpa
Arabis pycnocarpa är en korsblommig växtart som beskrevs av M. Hopkins. Arabis pycnocarpa ingår i släktet travar, och familjen korsblommiga växter.

## Underarter
Arten delas in i följande underarter:
- A. p. adpressipilis
- A. p. pycnocarpa